# Техне
Техне (грец. τέχνη — мистецтво, майстерність, уміння) в грецькій культурі.
Під техне грецька традиція розуміла майстерне виробництво будь-чого у майже всіх сферах людської діяльності. Мистецтвом для греків була не тільки творча праця (архітектура, скульптура та інше), але й праця для задоволення повсякденних потреб (ткацтво, теслярство та інше). Поняття «техне» відносилося до будь-якої людської праці (на противагу витворам природи), що носила творчий характер (на противагу пізнавальній) і була заснована на вмінні згідно з правилами й канонами. Усе, що створювалося за натхненням, не вважалося за техне. На думку греків мистецтво неможливе без вміння, тому вони відносили мистецтво (в тому числі мистецтва теслі, ткача) до розумової діяльності.
Таке розуміння мистецтва у широкому значенні сприймалося до кінця античної епохи і тривалий час використовувалося в європейських мовах. У сучасному розумінні це можна вважати як «майстерність». Греки вважали, що будь-яке мистецтво може бути прекрасним. Ремісник (деміург) може досягти досконалості в будь-якому мистецтві і стати майстром.
У філософських творах Арістотель чимало приділяв поняттю «техне», техніці. Так у «Нікомаховій етиці» Арістотель доводив, що техніка — розумна, творча поведінка, що має в основі правильне знання. Техніка виробляється людиною згідно з потребами суспільства і не залежить від правильного знання. Метою втілення техніки є людина, яка визначає вигляд і вид техніки.
Згодом давньогрецьке поняття «техне» поступово звузилося до визначення сукупності засобів людської діяльності, що створюються для здійснення процесів виробництва різних благ. Основне призначення техніки — часткова або повна заміна виробничих функцій людини з метою полегшення праці.
Техніка й культура мають певну подібність, але водночас суттєво різняться. Техніка у руках людини сприяє вияву того, що колись було приховано в природі, адже техніка є складовою самої культури. Культура та техніка — одночасно і надбудова, і фундамент. Культура має дві сторони — матеріальну й духовну; техніка також, крім суто матеріальних, має й духовні параметри. На думку П. Козловскі, сутність техніки належить сфері духовного, сфері репрезентації й вияву дійсного в людському розумі. У техніку втілений певний дух, техніка — це сфера реалізації духу.